# Масато Кудо
Масато Кудо (јап. 工藤 壮人; Токио, 6. мај 1990 — Мијазаки, 21. октобар 2022) био је јапански фудбалер.

## Каријера
Током каријере је играо за Кашива Рејсол, Ванкувер вајткапси, Санфрече Хирошима и многе друге клубове.

## Репрезентација
За репрезентацију Јапана дебитовао је 2013. године. За тај тим је одиграо 4 утакмице и постигао 2 гола.

## Статистика
| Јапан  | Јапан   | Јапан  |
| Година | Наступи | Голови |
| ------ | ------- | ------ |
| 2013.  | 4       | 2      |
| Укупно | 4       | 2      |